# 阿拉伯裔馬來西亞人
阿拉伯裔馬來西亞人，是指始祖是阿拉伯人（特別是哈德拉米人）的馬來西亞人，人數約220000人。
阿拉伯人出現在馬來群島是為找尋香料，同時把伊斯蘭教帶到東南亞。
馬來西亞的吉打、吉蘭丹、柔佛當地居民很多是馬來人和阿拉伯人的混血兒。與鄰國菲律賓、印尼、新加坡、汶萊的阿拉伯人一樣，他們很快同化於當地的土著南島文化。